# Albert Lee
Pour les articles homonymes, voir Lee.
Albert Lee est un guitariste britannique né le 21 décembre 1943 à Leominster (Royaume-Uni).

## Biographie
Albert Lee est un guitariste virtuose œuvrant dans le blues, le country et le rock. Il a travaillé avec de très nombreux artistes en particulier avec Emmylou Harris et Eric Clapton. Il a également accompagné les Everly Brothers lors de leur retour en 1983, et poursuit une carrière solo faite d'albums et d'incessantes tournées internationales.
Il joue depuis de nombreuses années sur une guitare « Ernie Ball Music Man » signature Albert Lee aux formes inédites.

## Discographie

### Albums solos
- Albert Lee — Black Claw/Country Fever
- Poet And The One Man Band — Poet And The One Man Band LP (en réalité, Heads Hands & Feet) (1969)
- Heads Hands & Feet — Heads, Hands & Feet LP (1971)
- Heads Hands & Feet — Tracks LP (1972)
- Heads Hands & Feet — Let's Get This Show On The Road!
- Heads Hands & Feet — Jack Daniels Rare Old No.7
- Heads Hands & Feet — Old Soldiers Never Die LP (1973)
- Heads Hands & Feet — Home From Home - The Missing Album LP (1968 ; sortie en 1995)
- Albert Lee — Hiding
- Albert Lee — Albert Lee
- Albert Lee — Speechless
- Albert Lee — Country Guitar Man (ré-édition de Old Soldiers Never Die par Heads Hands & Feet)
- Albert Lee — Gagged But Not Bound
- Albert Lee — Real Wild Child
- Albert Lee — That's All Right Mama
- Albert Lee — Heartbreak Hill
- Albert Lee — Road Runner
- Albert Lee — Advanced Country Guitar (DVD)
- Albert Lee — Master Session (DVD)
- Albert Lee — Country Legend (DVD)
- Albert Lee — Highlights (DVD)
- Albert Lee — Guitar Heroes (DVD)
- Albert Lee — Country Boy (DVD)
- Albert Lee — Guitar Techniques (DVD)
- Albert Lee & Hogan's Heroes — In Full Flight!
- Albert Lee & Hogan's Heroes — Tear It Up
- Albert Lee & Hogan's Heroes —  In Between The Cracks
- Albert Lee & Hogan's Heroes — Live In Paris (DVD)
- Albert Lee & Hogan's Heroes — Like This

### Participations
- Steve Morse - The Introduction, General Lee
- Bo Diddley — The London Bo Diddley Sessions
- Jerry Lee Lewis — The London Sessions
- Emmylou Harris — Luxury Liner, The Ballad Of Sally Rose, Blue Kentucky Girl, Roses in the Snow, Evangeline
- Eric Clapton — Just One Night, Another Ticket, Money and Cigarettes
- John Prine — The Missing Years (guitare, mandoline, piano)
- Jon Lord — Gemini Suite
- Earl Scruggs — Earl Scruggs and Friends
- Paul Kennerley — The Legend of Jesse James (guitares, chants, mandoline)
- The Crickets — Long Way From Lubbock, The Crickets and Their Buddies
- Joe Cocker — Sting Ray
- Nicolette Larson — The Very Best Of Nicollette Larson
- Rodney Crowell — The Essential Rodney Crowell
- Dolly Parton - White Limozeen
- The Return Of Spinal Tap — DVD (caméo, jouant Break Like The Wind)
- John 5 — Death Valley
- Carlene Carter — I fell in Love
- Foster and Lloyd — Version of the Truth
- Nanci Griffith — I Knew Love
- Hugh Moffatt — Dance Me Outside
- Shakin' Stevens — Hot Dog
- Everly Brothers— Reunion Concert (guitares, piano, directeur musical)
- Don Everly — Sunset Towers
- Dave Edmunds — Sweet Little Lisa
- Marcel Dadi — Nashville Rendez-vous
- Bert Jansch — Heartbreak
- Renaud — Morgane de toi
- Hugues Aufray — Troubador
- Marc Benno — Lost in Austin
- Eddy Mitchell — Frenchy (2003)